# Хронология украинского повстанческого движения (1950)
Ниже приведён список событий, связанных с участием Организации украинских националистов, Украинской повстанческой армии и других украинских националистических организаций за 1950 год.

## Январь
- 8 января — столкновение боёвки ОУН с опергруппой МГБ у райцентра Славское Дрогобычской области. Погибли станичный проводник ОУН-Славское Василий Свердун-«Заруба», члены сельской группы Степан Свердун-«Моряк» и Параскевия Пушкарь. С советской стороны убит младший лейтенант Николай Сидоренко[1].
- 14 января — уничтожение боёвки ОУН из трёх человек на чердаке дома в селе Наконечное Второе поисковой группой 7-го пограничного отряда[2].
- 27 января — поисковая группа МВД захватила тайник в лесном массиве Жолковского района Львовщины. Отказались сдаваться и погибли в бою окружной проводник ОУН Адам Куровицкий–«Серый»[укр.], надрайонный референт Степан Свидницкий–«Носач», районный проводник Владимир Касараба–«Андрей» и еще двое повстанцев[3].

## Февраль
- 2 февраля — в селе Ивановцы, Коломыйского района Ивано-Франковщины, в бою с чекистами погиб один из ключевых командиров УПА-Запад Михаил Москалюк-«Спартан»[укр.]. Тогда в схроне, который был оборудован под его родным домом, вместе с ним смерть приняла и его жена — Ольга Бойчук-Москалюк. За голову «Спартана» коммунисты обещали полмиллиона рублей, но долгое время Москалюк оставался не уловимым. Лишь с помощью доносчика чекистам удалось установить место нахождения повстанческого командира. 3 июня 1950 года СБ ОУН схватила Петра Щербатюка, сдавшего большевикам информацию о «Спартане». Следствие длилось 8 дней, после чего Щербатюк был расстрелян[4].

## Март
- 5 марта — в ходе облавы спецгруппы МГБ в селе Белогорща, Львовской области был убит на своей подпольной квартире главнокомандующий УПА Роман Шухевич. Перед смертью в перестрелке он убил начальника отделения Управления 2-н МГБ УССР майора Ревенко[5]. Операцию по ликвидации Шухевича координировал лично генерал-лейтенант Павел Судоплатов[6].
- 22 марта — под Августовым солдаты Корпуса внутренней безопасности вместе с представителями Управления безопасности ликвидируют последнюю на территории послевоенной Польши группу подпольщиков ОУН. В битве погибают трое партизан, а раненый четвертый умирает в больнице после допроса[7].

## Май
- 8 мая — у села Кологоры, погиб наскочив на засаду оперативно-военной группы МГБ Василий Заставный (Шершень), автор музыки к знаменитой повстанческой песне «Лента за лентою»[8].

## Октябрь
- 15-25 октября — в горных районах Станиславщины — Кутском, Яблоновском, Косовском и Жабьевском — органы МГБ провели крупную чекистско-военную операцию. В ней участвовали 55 сотрудников УМГБ по Станиславской области, три батальона войск МГБ (680 офицеров и солдат) с 41 служебно-розыскной собакой. В результате этой операции были убиты 26 и арестованы 7 подпольщиков. Среди погибших был окружной проводник ОУН Буковины Василий Савчак (Сталь)[9].

## Ноябрь
- 28 ноября — столкновение опергруппы МГБ с боёвкой ОУН в лесу возле села Великополе Львовской области. Захват схрона, в бою погибли 5 боевиков, в том числе проводник крайпровода ОУН-Карпаты Осип Дьякив-«Наум»[укр.], его два личных охранника, окружной проводник ОУН-Львов Николай Мошанчук-«Бор», окружной референт пропаганды ОУН-Львов Петр Шатинский-«Крук»[10].